# Толедо, Ясниэль
Ясниэль Толедо Лопес (исп. Yasniel Toledo López, 15 сентября 1989, Камагуэй) — кубинский боксер-любитель, выступающий в первой полусредней весовой категории (до 64 кг). Бронзовый призёр Олимпийских игр 2012 года, серебряный призёр чемпионата мира 2011 года, чемпион Панамериканских игр 2011 года.

## Любительская карьера
В 2007 году выиграл международный турнир в Стамбуле в весовой категории до 60 кг.
В 2009 году впервые выступил на чемпионате мира. Победил в отборочных боях бразильца Робсона Консейсао, немца Сандро Шаера, эквадорца Луиса Парозо, и проиграл в четвертьфинале россиянину, Сергею Водопьянову.
Победил в финале Панамериканских игр 2011 года Робсона Консейсао и стал чемпионом.
В 2011 году завоевал серебряную медаль на чемпионате мира в Баку. В четвертьфинале победил боксёра из Кореи, Хан Сун Чхола, в полуфинале чемпионата мира 2011 года победил боксёра из Казахстана, Гани Жайлауова. Проиграл в финале украинскому боксёру, Василию Ломаченко.
В четвертьфинале Олимпийских игр снова победил боксёра из Казахстана, Гани Жайлауова. В полуфинале снова встретился с Ломаченко, и проиграл ему. Завоевал бронзовую медаль.
В 2012 году выиграл золото на чемпионате Кубы в весовой категории до 64 кг.
В апреле 2013 года был отстранён на год за недисциплинированность, но позже штраф был снят, и Толедо вернулся в национальную сборную.
Принял участие на чемпионате Мира 2013 года в Казахстане. В полуфинале победил монгольского боксёра, Уранчимэгийн Монх-Эрдэнэ, а в финале уступил местному боксёру Мерею Акшалову и завоевал серебряную медаль.
На Панамериканских играх в Торонто дошёл до финала, где уступил канадскому боксёру Артуру Биярсланову.